# 日米伊夫卡
51°0′39″N 29°31′20″E / 51.01083°N 29.52222°E
日米伊夫卡（烏克蘭語：Жміївка）是位於烏克蘭北部的村莊，由基辅州维什霍罗德区的伊萬基夫市鎮負責管轄。該村始建於1830年，面積1.2平方公里，海拔高度160米，2001年人口525。